# 51 (szám)
Az 51 (római számmal: LI) egy természetes szám, félprím, a 3 és a 17 szorzata.

## A szám a matematikában
A tízes számrendszerbeli 51-es a kettes számrendszerben 110011, a nyolcas számrendszerben 63, a tizenhatos számrendszerben 33 alakban írható fel.
Az 51 páratlan szám, összetett szám, azon belül félprím. Motzkin-szám. Kanonikus alakban a 31 · 171 szorzattal, normálalakban az 5,1 · 101 szorzattal írható fel. Négy osztója van a természetes számok halmazán, ezek növekvő sorrendben: 1, 3, 17 és 51.
Ötszögszám és középpontos ötszögszám, tizennyolcszögszám. Csillagtestszám.
Perrin-szám. Störmer-szám.
A 3 és 17 Fermat-prímek szorzataként az 51-szögű szabályos sokszög szerkeszthető körzővel és vonalzóval.
Az 51 négy szám valódiosztó-összegeként áll elő, ezek a 141, 301, 481 és 589.
Az 51 négyzete 2601, köbe 132 651, négyzetgyöke 7,14143, köbgyöke 3,70843, reciproka 0,019608. Az 51 egység sugarú kör kerülete 320,44245 egység, területe 8171,28249 területegység; az 51 egység sugarú gömb térfogata 555 647,20946 térfogategység.
Az 51 helyen az Euler-függvény helyettesítési értéke 32, a Möbius-függvényé 1, a Mertens-függvényé −2.

## A szám mint sorszám, jelzés
- A periódusos rendszer 51. eleme az antimon.